# Діна
Діна (івр. דִּינָה) — згідно з біблійними книгами Буття та Числа, єдина дочка патріарха Якова. За своєю матір'ю була єдиноутробною сестрою з шістьома синами Якова та його першої дружини Лії (Бут. 30:21).

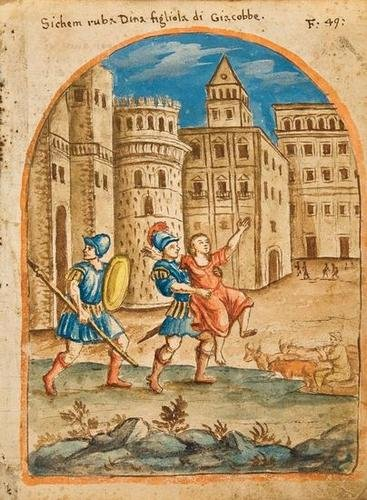
Викрадення Діни. Гравюра XVII ст.

## Біблійна історія
Діна народилася наприкінці другого семиріччя служби Якова у Лавана. Коли Діні було близько 16 років[джерело?], вона вирушила в місто Сихем подивитися «на дівиць сихемських», на велике свято. Там її побачив син сихемського князя Хамора, який також звався Сихем, і збезчестив її. Після цього він умовив свого батька дозволити йому шлюб з Діною. Правитель відправив сватів з дарами до Якова. Але брати Діни вирішили помститися за наругу над нею.
Вони сказали, що згодні на її шлюб, але за тієї умови, що все чоловіче населення міста прийме обрізання, тільки тоді можливий союз. Сихемці погодилися. Через три дні, чоловіче населення захворіло та було в гарячці ослаблене. Брати Діни Симон та Левій напали на місто, повбивали всіх чоловіків та пограбували місто, таким чином помстились за скоєне з Діною. Що пізніше стається з сестрою — невідомо. У Біблії немає більше згадки про неї.